# ПГО-7В
ПГО-7В, индекс ГРАУ 1ОП19-1 — советский оптический прицел разработанный в ЦКБ «Точприбор» (Новосибирск) для повышения точности огня из ручных гранатометов РПГ-7 и РПГ-7Д. Главный конструктор Н.В. Хоменко.

## Конструкция

Сетка оптического прицела ПГО-7В
1 — шкала прицела, 2 — шкала боковых поправок, 3 — дальномерная шкала

Представляет собой совокупность оптических элементов с призменной оборачивающей системой, помещенную внутри металлического корпуса. Во избежание запотевания линз корпус загерметизирован и заполнен сухим азотом. В конструкции прицела имеется система подсветки сетки и дальномерная шкала, кроме этого предусмотрена возможность ввода боковых поправок и поправок на дальность. В комплект поставки входит набор дополнительных цветных светофильтров.

### Сетка прицела
Прицельная сетка состоит из:
1. Шкалы прицела (горизонтальные линии). Цена деления шкалы прицела — 100 метров, шкалы боковых поправок — 0–10 (10 тысячных). Пределы шкалы прицела — от 200 до 500 метров. Деления (линии) шкалы прицела обозначены цифрами «2», «3», «4», «5», соответствующими дальностям стрельбы, измеренным в сотнях метров (200, 300, 400, 500 м).
2. Шкалы боковых поправок (вертикальные линии). Деления (линии) шкалы боковых поправок обозначены снизу (влево и вправо от центральной линии) цифрами 1, 2, 3, 4, 5. Расстояние между вертикальными линиями соответствует десяти тысячным (0–10).
3. Дальномерной шкалы (сплошная горизонтальная и изогнутая пунктирная линии) для определения расстояния до цели высотой 2,7 метра. Линия шкалы соответствующая дальности 300 м, и центральная линия шкалы боковых поправок сделаны двойными для облегчения выбора необходимых делений при прицеливании. Кроме того, центральная линия продолжена ниже шкалы прицела для обнаружения бокового наклона гранатомета.

## Тактико-технические характеристики
Видимое увеличения, крат — 2,7
Угловое поле зрения, град — 13
Удаление выходного зрачка, мм — 27
Диаметр выходного зрачка, мм — 4,5
Габаритные размеры, мм — 140×180×62
Общая масса прицела, кг — 0,6
Температурный диапазон применения — -50°C / +50°C

## Варианты
ПГО-7В2 — для гранатометов РПГ-7Д1, РПГ-7В
ПГО-7В3 — для гранатометов РПГ-7ВП, РПГ-7В1, РПГ-7В2
1П38 — для гранатомета РПГ-29Н (также использующем прицел 1ПН110)